# کوان سو هیون
کوان سو هیون (کره‌ای: 권수현؛ زادهٔ ۱۸ اوت ۱۹۸۶) بازیگر اهل کره جنوبی است. سه سال پس از آغاز حرفهٔ بازیگری، او در اولین مجموعه تلویزیونی خود به نام جانگ می بدو (۲۰۱۴) ایفای نقش کرد. او همچنین در درام جامعه عالی (۲۰۱۵) حضور پیدا کرده‌است.

## فیلم‌شناسی

### فیلم
| سال  | عنوان      | نقش          |
| ---- | ---------- | ------------ |
| ۲۰۱۲ | خطرناک     | سو           |
| ۲۰۱۶ | عصر سایه‌ها | سون-گیل      |
| ۲۰۱۷ | بدرفتاری   | نماینده کلاس |

### مجموعه‌های تلویزیونی
| سال  | عنوان                             | نقش                                    | شبکه            |
| ---- | --------------------------------- | -------------------------------------- | --------------- |
| ۲۰۱۴ | جانگ می بدو                       | بک جانگ سو                             | اس‌بی‌اس          |
| ۲۰۱۵ | جامعه عالی                        | لی ته گون                              | اس‌بی‌اس          |
| ۲۰۱۶ | کی۲                               | بادیگارد                               | تی‌وی‌ان          |
| ۲۰۱۷ | ملکه رمز و راز                    | ها وان سونگ [جوانی]                    | کی‌بی‌اس۲         |
| ۲۰۱۷ | دراما استیج – قسمت ۱              | کیم گیونگ سو                           | تی‌وی‌ان          |
| ۲۰۱۸ | لبخند پرکشیده از نگاهت            | اوم چورونگ                             | تی‌وی‌ان          |
| ۲۰۱۸ | مدیریت عالی                       | جی لاو                                 | یوتیوب اریجینال |
| ۲۰۱۹ | ابیس                              | سو جی ووک                              | تی‌وی‌ان          |
| ۲۰۲۰ | کارآموز تازه‌کار                   | [دوست کا یول چان] (قسمت۱)              | ام‌بی‌سی          |
| ۲۰۲۰ | ثبت جوانی                         | کیم جین وو                             | تی‌وی‌ان          |
| ۲۰۲۱ | دراما استیج – لاو اسپویلر         | کیم یونگ هون                           | تی‌وی‌ان          |
| ۲۰۲۱ | نقل مکان به بهشت                  | جونگ سو هیون (حضور افتخاری، قسمت ۵)    | نتفلیکس         |
| ۲۰۲۱ | ویرانگر در خدمتگزاری شما حاضر است | قرار دونگ-کیونگ (حضور افتخاری، قسمت ۶) | تی‌وی‌ان          |
| ۲۰۲۱ | پازل جنایت                        | چا سونگ جه                             | سیزن            |
| ۲۰۲۲ | کافه مینامدانگ                    | چا دو وون                              | کی‌بی‌اس۲         |